# Бонневіль (озеро)

Озеро Бонневіль (близько 15,5 тис. років до н. е.)

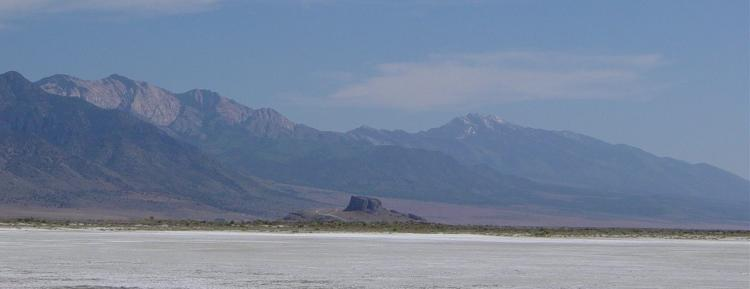
Лон-Рок — колишній берег висохлого озера

Бо́нневіль (англ. Bonneville) — доісторичне, прісноводне плювіальне озеро на північному заході штату Юта, США. Назване на честь Бенджаміна Бонневіля (1796–1878), який досліджував цю частину Америки.
Озеро утворилось в льодовикову плейстоценову епоху 32 тисячі років тому, 14,500 тисяч років тому прорвало греблю у Ред-Рок, після Бонневільської повені озеро відступило до рівня Прово. Рівень озера впав близько на 105 м було скинуто близько 4,200 км³ води. На цьому рівні озеро проіснувало близько 500 років.
Близько 12 000 років до н. е. рівень води в озері почав падати знову через кліматичні зміни, і 10 000 років до н. е., рівень води впав нижче навіть за сьогоденний рівень Великого Солоного озера. Невелике підвищення рівня води в озері сталося близько 8,9 - 8,3 тисяч років до н. е., що призвело до утворення берегової лінії Гілберта.
На його місці збереглись лише численні реліктові озера, з яких найбільші — Велике Солоне, Юта, Севір, Раш та Мале Солене озеро.
Озеро мало площу 50 тисяч км², довжину 500 км, ширину до 230 км. Глибина досягала 300–400 м.
Територія озера є сучасним регіоном видобутку калійних солей. Глибина сучасних соляних відкладів становить 1,8 м, які сформувались внаслідок повного висихання водойми і є четвертинними соленосними відкладами. Вони представлені засоленими мулами, глинами, солітовими вапняками та гіпсом, що перекриваються соляною кіркою товщиною 1,5 м, розвиненою на площі 380 км² до глибини 6 м. В них міститься розсіл, який має промислове значення. Розсоли хлоридного типу, насичені NaCl і містять 1,0-1,5% KCl. Родовища розробляються з 1907 року.
Сьогодні через територію озера проходить високошвидкісна траса, яка дозволяє розвинути швидкість більш як 1000 км/год. Пейзажі озера використовувались в декількох фільмах — «День незалежності», «Найшвидший «Індіан»» тощо. На території озера успішно приземлилась капсула космічного апарата «Стардаст».